# Dolany nad Vltavou
Dolany nad Vltavou, 2016-ig Dolany település Csehországban, a Mělníki járásban. Dolany nad Vltavou Máslovice, Kralupy nad Vltavou, Holubice, Libčice nad Vltavou, Tursko, Zlončice és Chvatěruby településekkel határos. Lakosainak száma 950 fő (2024. január 1.).

## Népesség
A település lakosságának változását az alábbi diagram mutatja:
| Lakosok száma | 582  | 689  | 809  | 855  | 718  | 685  | 874  | 918  | 940  | 950  |
|               | 1869 | 1890 | 1921 | 1950 | 1980 | 2001 | 2017 | 2019 | 2022 | 2024 |